# Sonja Schmidt
Sonja Schmidt (* 1946 in Crimmitschau) ist eine deutsche Schlagersängerin, die ihre ersten Erfolge in der DDR feierte. 

## Leben
Sonja Schmidt aus Crimmitschau nahm erfolgreich an Nachwuchswettbewerben teil, sang in verschiedenen Bands und produzierte daraufhin ihre ersten Rundfunkaufnahmen.
Im „Zentralen Studio für Unterhaltungskunst Berlin“ absolvierte Sonja Schmidt erfolgreich ihre Ausbildung. Durch viele Tourneen („Sonjas Musike“) und die Auftritte in den wichtigsten Fernsehunterhaltungssendungen wurde sie schnell populär. Zwischen 1967 und 1974 erschienen zahlreiche Amiga-Schallplatten. Ihr größter Hit war Ein himmelblauer Trabant. Das Lied ist auf vielen CDs zu finden, die Unterhaltungsmusik der DDR porträtieren. Ab Mitte der 1970er Jahre arbeitete Sonja Schmidt als Parodistin, unter anderem von Vicky Leandros und Nena. 2006 verkündete Sonja Schmidt in der MDR-Sendung Unter uns ihren Bühnenabschied.

## Diskografie (Auswahl)

### Alben
- 1973: Klaus Sommer/Sonja Schmidt (nur B-Seite, Amiga)

### Singles
- 1967: Nein, nein, nein, es lohnt sich nicht (nur B-Seite, Amiga)
- 1970: Es waren sieben schöne Tage / Post bleibt Post (Amiga)
- 1971: Hat er sich verlaufen / Ein himmelblauer Trabant (Amiga)
- 1972: Die lange, lange Nacht / Es ist schade um die Zeit (Amiga)
- 1973: Ich habe immer Zeit für dich / Sieben Stunden tanzen (Amiga)

### Lieder auf Kompilationen
- 1968: Nein, nein, nein, es lohnt sich nicht auf Schlager-Asse (Amiga)
- 1969: Wenn schon, denn schon auf Schlager im Ziel (Amiga)
- 1971: Fahr mit mir hinaus auf Schlager 1971 (Amiga)
- 1971: Hat er sich verlaufen auf Schlagerkaleidoskop 2/71 (Amiga)
- 1972: Wenn du lachst auf Schlager-Box 1/72 (Amiga)
- 1973: Die lange, lange Nacht auf AMIGA-Express ’72 (Amiga)
- 1973: Ich hab’ immer für dich Zeit auf Box Nr. 6 (Amiga)
- 1974: Ich habe Grund zum Lachen auf Box Nr. 8 (Amiga)
- sowie zahlreiche Wiederveröffentlichungen von Der himmelblaue Trabant